# Erythroxylum paraguariense
Erythroxylum paraguariense là một loài thực vật có hoa trong họ Erythroxylaceae. Loài này được (Chodat & Hassl.) O.E.Schulz mô tả khoa học đầu tiên năm 1907.